# Panika
 Ovo je glavno značenje pojma Panika. Za druga značenja pogledajte Panika (razdvojba).
Panika je stanje izvanrednog straha od stvarne ili pretpostavljene opasnosti po (život). Naziv potječe od starogrčkog mitološkog boga pastira Pana.
Panika je ponašanje koje se javlja u opasnim i kriznim situacijama, što dovodi do gužva i paničnih situacija.

## Pojašnjenje
Percepcija stvarne ili navodne ozbiljne prijetnje u mozgu može smanjiti ili eliminirati promišljenu pozornost u korist tri arhaičnih hitnih programa, koji se odvijaju nesvjesno: bjeg, borbu ili ukočenost (flight, fight, or freeze). 
Osobito opasne su masovne panike do kojih može doči primjerice pri požaru u zatvorenom prostoru kada brojni ljudi istodobno gube kontrolu nad sami sobom.